# Aguilar de Campoo (kommunhuvudort)
Aguilar de Campóo är en kommunhuvudort i Spanien. Den ligger i provinsen Provincia de Palencia och regionen Kastilien och Leon, i den norra delen av landet, 270 km norr om huvudstaden Madrid. Aguilar de Campóo ligger 904 meter över havet och antalet invånare är 7 280.
Terrängen runt Aguilar de Campóo är kuperad åt sydost, men åt nordväst är den platt. Aguilar de Campóo ligger nere i en dal. Runt Aguilar de Campóo är det ganska glesbefolkat, med 26 invånare per kvadratkilometer. Aguilar de Campóo är det största samhället i trakten. Trakten runt Aguilar de Campóo består i huvudsak av gräsmarker.